# Medetera physothrix
Medetera physothrix är en tvåvingeart som beskrevs av Daniel J. Bickel 1985. Medetera physothrix ingår i släktet Medetera och familjen styltflugor.
Artens utbredningsområde är Washington. Inga underarter finns listade i Catalogue of Life.